# Alexandra Stréliski
Alexandra Stréliski est une compositrice et pianiste canadienne, née le 15 janvier 1985 à Montréal (Québec).

## Biographie
Née le 15 janvier 1985 à Montréal, Alexandra Stréliski est la fille de Jean-Jacques Stréliski, figure importante de la publicité au Québec, et de Luce Richard. Elle est la sœur cadette de la chroniqueuse Léa Stréliski.
Alexandra Stréliski étudie le piano au Conservatoire de l'Université McGill et à l'Université de Montréal.
Alexandra Stréliski estime que sa musique est un mélange de pop et de classique, mais ses compositions se rattachent essentiellement au courant postminimaliste, à l'instar de compositeurs comme Max Richter ou Ludovico Einaudi.
Elle enregistre son premier album Pianoscope en 2010 et l'adresse au public via les réseaux sociaux, de même que son clip Prélude qui paraît sur YouTube. Le succès est au rendez-vous et sa carrière démarre, avec un premier concert au Festival international de jazz de Montréal en 2013,, où elle est réinvitée en 2016 et 2018.
Ses compositions sont utilisées comme musique d'accompagnement pour différents projets cinématographiques, notamment par le cinéaste Jean-Marc Vallée sur plusieurs de ses films et séries,.
En 2018, elle produit son deuxième album, Inscape.
En 2021, elle joue quatorze de ses compositions (extraits de ses deux premiers albums) aux côtés de l'Orchestre symphonique de Montréal. Elle fait également l'acquisition du studio Lamajeure spécialisé en postproduction.
En 2023, Stréliski lance son troisième album, Néo-romance,.

## Prix, bourses et mentions spéciales
- 2005 : Mention Haute distinction - Conservatoire de l’Université McGill
- 2010 : Craft Award - Bessies - Toronto 2007 Craft Award - Marketing Awards - Toronto
- 2011 : Bourse recherche et création - Conseil des arts et des lettres du Québec (CALQ)
- 2012 : Bourse recherche et création - CALQ[15]
- 2014 : Grand prix Artisan « musique originale » - CREA [16]
- 2019 : trois prix Félix lors 41e gala de l'ADISQ :
  - Auteure ou compositrice de l’année
  - Révélation de l’année
  - Album de musique instrumentale
- Certification platine au Canada
- « Album de l’année » au Canadian Independent Music Awards
- 2020 : Juno Award for Instrumental Album of the Year (trois nominations aux prix JUNOS, dont « album de l’année en 2019 »)[17]
- 2023 : trois prix Félix lors du 45e gala de l'ADISQ[18],[19]
  - Interprète féminine de l'année pour une deuxième fois
  - Rayonnement international
  - Album de l'année - Musique instrumentale
- 2024 : Nomination album de l'année 2024[20]
- 2024 : Nomination artiste de l’année – Rayonnement international à l’ADISQ[21]
- 2024 : Nomination Spectacle de l’année au gala l’ADISQ pour l’album Néo-Romance[22]
- 2024 : Nomination Conception d’éclairage et projections de l’année au Gala de l’ADISQ pour l’album Néo-Romance[23]
- 2024 : Album de l’année – Succès populaire au gala de l’ADISQ pour l’album Néo-Romance[24]
- 2024 : Artiste féminine de l’année au gala de l’ADISQ[25]
- 2024: Remporte un prix Opus Klassik dans la catégorie néoclassique[26].

## Compositions originales pour le cinéma, la télévision et le spectacle vivant
- 2009 : Le fossé de Luc Laporte Rainville
- 2010 : Elle est belle au naturel de Sylvie Rosenthal[27]
- 2011 : Les Héros, saison 1, Mélanie Charbonneau[28]
- 2011 : 3 Needs, court-métrage d'Aksel Stasny[29]
- 2011 : Odélie, court-métrage documentaire de Sophie Guérin[30]
- 2011-2014 : Benoit le bienheureux, saisons 1, 2, 3 et 4, Mélanie Charbonneau[31]
- 2012 : Tout le monde danse, saison 1[32]
- 2014 : musique pour le spectacle du Cirque Le Roux The Elephant in the room[33]. Création à Marseille en janvier 2015 et reprise à Angoulême en mai 2017[34].
- 2014 : Hold Me, Teace Snyder
- 2014-2015 : Benoît à la plage, saisons 1, 2 et 3, Mélanie Charbonneau[35]
- 2015 : The Miracle, Éric Piccoli[36]
- 2016 : L'héritier, Édith Jorisch[37]
- 2017 : Mathieu (court-métrage)
- 2017 : Plantae (court-métrage)
- 2018 : Bye, Frédéric Nassif
- 2018 : VIA Rail Canada: The Future is on board (court-métrage)
- 2018 : Faire Œuvre Utile de Frédéric Nassif[38]
- 2021 : Audrey est revenue (cinq épisodes)
- 2023 : Musique pour le spectacle du Cirque Le Roux Entre chiens et louves, présenté de septembre à décembre 2023[39]

## Utilisations de ses compositions dans des films et des séries
- 2011 :
  - Virgin eyes de Roxine Helberg[40]
  - Almost There de Cristiano Paradiso
  - 50 people, 1 question de Cristiano Paradiso
  - An intimate soul de Cristiano Paradiso
  - Care to change de Clay Tang
- 2012 :
  - Les Pee-Wee 3D, film d'Eric Tessier.
  - Plan Large III Camion d'Alexis Chartrand[41]
  - PerfectMatch : la pièce Berceuse extrait de Pianoscope.
- 2013 :
  - Dallas Buyers Club de Jean-Marc Vallée : la pièce Prélude extrait de Pianoscope. Cette pièce a été jouée lors de la Cérémonie des Oscars Academy Awards en 2014[42].
  - Neverland, court-métrage de Philippe Rioux[43].
- 2016 : Demolition de Jean-Marc Vallée[44] : la pièce Le Départ extrait de Pianoscope.
- 2017 : bande-annonce de la série Big Little Lies
- 2018 : Sharp Objects (épisodes 1, 2, 3, 7 et 8)[45] : les pièces Berceuse et Le Départ de l'album Pianoscope, les pièces Plus Tôt et Changing Winds de l'album Inscape et la petite pièce originale Dance and Angela. Elle interprète également le second mouvement du Concerto en ré mineur BWV 974 de Jean-Sébastien Bach.